# Péndulo Studios
Péndulo Studios, S.L. ist ein spanisches, auf Point-and-Click-Adventure spezialisiertes Entwicklungsstudio für Computerspiele.
Die 1994 durch Rafael Latiegui, Ramon Hernaez und Felipe Gomez Pinilla gegründete Firma war eines der ersten unabhängigen Entwicklungsstudios in Spanien und hat mehrere Point-and-Click-Adventures veröffentlicht. Das im Jahr 2001 publizierte Runaway: A Road Adventure erschien als erster Spieltitel des Studios außerhalb des spanischsprachigen Raumes.
Während der Adventure Developers Online Conference im Jahr 2007 kündigte der Entwickler eine Freeware-Veröffentlichung seines ersten Spieltitels Igor: Objective Uikokahonia in den Sprachen Englisch und Spanisch an.

## Veröffentlichte Spiele
| Titel                                      | Veröffentlichungsdatum                                                                                                 | Plattformen                                               |
| ------------------------------------------ | --- | --------------------------------------------------------- |
| Tintin Reporter - Die Zigarren des Pharaos | 7. November 2023 | Windows, PlayStation 5, Xbox Series X/S, Switch           |
| Alfred Hitchcock - Vertigo                 | 16. Dezember 2021 | Windows, PlayStation 4, Xbox Series X/S, Xbox One, Switch |
| Blacksad: Under the Skin                   | 14. November 2019 | Windows, OS X, PlayStation 4, Xbox One, Switch            |
| Yesterday Origins                          | 10. November 2016 | Mac OS, PlayStation 4, Windows, Xbox One                  |
| Hidden Runaway                             | 18. Oktober 2012 | iOS, Windows                                              |
| Der Fall John Yesterday                    | 29. März 2012 4. Mai 2012                                                                                              | iOS, Mac OS, Windows                                      |
| Hollywood Monsters 2: The Next Big Thing   | 4. Februar 2011 16. Juni 2011 20. Juni 2011 22. Juni 2011                                                              | Mac OS, Windows                                           |
| Runaway: A Twist of Fate                   | 19. November 2009 26. November 2009 25. März 2010 18. Mai 2010                                                         | Nintendo DS, Nintendo Wii, Windows                        |
| Runaway: The Dream of the Turtle           | 17. November 2006 24. November 2006 Dezember 2006 9. März 2007 12. März 2007 21. März 2007 22. Juli 2007 29. Juli 2007 | Nintendo DS, Nintendo Wii, Windows, Mac OS                |
| Runaway: A Road Adventure                  | 6. Juli 2001 9. August 2002 18. November 2002 26. Mai 2003 28. August 2003 24. Oktober 2003                            | Windows, Mac OS                                           |
| Hollywood Monsters                         | Dezember 1997 1998 | Windows                                                   |
| Igor: Objective Uikokahonia                | 3. September 1994 | MS-DOS                                                    |